# قطعنامه ۱۷۱۱ شورای امنیت
قطعنامه ۱۷۱۱ شورای امنیت سازمان ملل متحد که در تاریخ ۲۹ سپتامبر ۲۰۰۶ تصویب شد، سندی بین‌المللی دربارهٔ اوضاع در مورد جمهوری دموکراتیک کنگو است. این قطعنامه طی نشست ۵۵۴۱ام با ۱۵ رای موافق، ۰ مخالف و ۰ ممتنع تصویب شد.